# Auta de Colônia
Auta (em alemão:  Aukta von Köln) é uma santa católica, companheira de viagem e destino da também mártir Santa Úrsula. Auta era uma das 11.000 virgens que, segundo a lenda e o culto católico do fim da Idade Média, acompanharam Úrsula na sua peregrinação tendo sido todas massacradas em Colónia.
Quando D. Leonor, irmã do rei em exercício D. Manuel I, viúva de D. João II, fundou o Convento da Madre de Deus, em Lisboa, por ser muito devota de Santa Úrsula, pediu por carta ao Imperador Maximiliano I, seu primo, que lhe mandasse algumas relíquias das Santas Virgens para as depositar naquele Convento.
Maximiliano I acedeu ao pedido e mandou retirar do Mosteiro de Santa Úrsula, em Colónia, onde se acreditava que estivessem sepultadas, as relíquias de Santa Auta e enviou-as em 1517 para Lisboa.
Como prova de devoção e para decorar a capela do Convento da Madre de Deus onde foram depositadas as relíquias de Santa Auta enviadas da Alemanha, D. Leonor mandou executar o Retábulo de Santa Auta que é composto por cinco pinturas relatando a história de Santa Auta enquanto acompanhante de Santa Úrsula, sendo essas pinturas o Casamento de Santa Úrsula e do Príncipe Conan, o O Papa Ciríaco abençoa Santa Úrsula e as suas companheiras, o Martírio de Santa Úrsula e das Onze Mil Virgens, a Partida das relíquias de Santa Auta de Colónia e a Chegada das relíquias de Santa Auta à Igreja da Madre de Deus.
Em 8 de Abril de 1521 foi emitida pelo Papa Leão X uma breve autorizando a realização da festa no dia da trasladação de Santa Auta, em 12 de Setembro, assim como a representação de "suas imagens" em todas as Igrejas. Devido ao falecimento do Arcebispo de Lisboa esta breve só pôde ser cumprida depois de confirmada por Adriano VI, em 23 de Maio de 1522.

## Lenda de Santa Úrsula
Úrsula terá nascido em meados do século IV sendo filha de um rei da Dumnônia, reino localizado na ponta sudoeste da Grã-Bretanha, tendo sido acordado o seu casamento com o Princípe Conan da Armórica, no outro lado do actualmente designado Canal da Mancha.
Quando o séquito de Úrsula atravessava o mar para o seu casamento, uma tempestade milagrosa levou os viajantes sobre o mar num único dia para um porto gaulês e, por tal dom, Úrsula declarou que antes do seu casamento realizaria uma peregrinação pela Europa. E assim partiu para Roma com os seus acompanhantes e persuadiu o Papa Ciríaco (desconhecido nos registos pontifícios, embora no final do ano 384 tenha sido eleito o Papa Sirício), e o bispo Sulpicius de Ravenna, a juntarem-se a eles. Quando se dirigiram para Colónia, que estava sitiada pelos Hunos, Úrsula e todas as 11.000 virgens que a acompanhavam foram massacradas.